# Xoridesopus tumulus
Xoridesopus tumulus är en stekelart som beskrevs av Wang 2001. Xoridesopus tumulus ingår i släktet Xoridesopus och familjen brokparasitsteklar. Inga underarter finns listade i Catalogue of Life.